# Morze Trackie
Morze Trackie (Zatoka Tracka, gr. Θρακικό Πέλαγος) – morze w północnej części Morza Egejskiego, położone między Półwyspem Chalcydyckim a półwyspem Gelibolu. Nad Morzem Trackim leżą Grecja i Turcja.
Maksymalna głębokość akwenu wynosi 1207 metrów. Linia brzegowa jest dobrze rozwinięta. Na Morzu Trackim znajduje się wiele wysp (największe: Tasos, Samotraka). Do morza uchodzi wiele rzek (m.in. Struma, Mesta, Marica).
Ważniejsze porty to: Aleksandropolis (przeładunkowy, pasażerski, rybacki) i Kawala (przeładunkowy, rybacki, promowy).